# Cynorkis globulosa
Cynorkis globulosa är en orkidéart som först beskrevs av Charles Frappier och Eugène Jacob de Cordemoy, och fick sitt nu gällande namn av Rudolf Schlechter. Cynorkis globulosa ingår i släktet Cynorkis, och familjen orkidéer.
Artens utbredningsområde är Réunion. Inga underarter finns listade i Catalogue of Life.